# Cyclopeltis
Cyclopeltis, rod paprati iz porodice Lomariopsidaceae, sa ukupno 7 priznatih vrsta (jedna iz tropske Amerike), i ostale iz jugoistočne Azije, južne Kine i Mjanmara pa do zapadnog Pacifika

## Vrste
1. Cyclopeltis crenata (Fée) C.Chr.
2. Cyclopeltis kingii (Hance) Hosok.
3. Cyclopeltis mirabilis Copel.
4. Cyclopeltis novoguineensis Rosenst.
5. Cyclopeltis presliana (J.Sm.) Berk.
6. Cyclopeltis rigida Holttum
7. Cyclopeltis semicordata (Sw.) J.Sm.